# Jack Laybourne
{{Infobox football biography
| name          = Jack Laybourne
| image          = 
| caption        = 
| fullname       = John Sylvester Laybourne
| birth_date    = 26 tháng 5 năm 1927
| birth_place = [[Durham, Anh|Durham]], Anh
| death_date = 1 tháng 7 năm 1980 (53 tuổi)
| height         = 
| position       =
| years1         = 
| clubs1         = Corinthian-Casuals
| caps1          = 
| goals1         = 
| nationalyears1 = 1956
| nationalteam1  = Anh Quốc
| nationalcaps1  = 2
| nationalgoals1 = 3
}}
John Sylvester Laybourne (26 tháng 5 năm 1927 - 1 tháng 7 năm 1980) là một cầu thủ bóng đá người Anh đại diện Anh Quốc tại Thế vận hội Mùa hè 1956. Laybourne thi đấu với tư cách nghiệp dư cho Corinthian-Casuals.